# Baldur Brönnimann

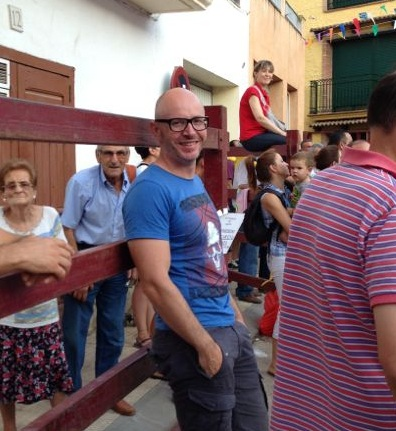
Baldur Bronnimann

Baldur Brönnimann (Basel, 1968) is een Zwitserse dirigent .

## Biografie
Brönnimann, geboren in Basel, studeerde aan de Musik-Akademie der Stadt Basel en was een junior fellow in directie aan het Royal Northern College of Music in Manchester. Van 2008 tot 2012 was Brönniman directeur muziek van het National Symphony Orchestra of Colombia en van 2011 tot 2015 was hij artistiek directeur van het Noorse BIT20 Ensemble. Brönnimann was van 2015 tot 2020 chef-dirigent van het Orquestra Sinfonica do Porto Casa da Música. Hij werd in 2016 de allereerste chef-dirigent van de Basel Sinfonietta waarmee hij zich toelegt op de uitvoering van hedendaagse muziek voor symfonisch orkest. Aan het einde van seizoen 2022-2023 zou hij er aftreden als chef-dirigent.
Brönnimann dirigeerde de muziek van verschillende hedendaagse componisten als Harrison Birtwistle, Unsuk Chin, Thomas Adès, John Adams, Kaija Saariaho, Helmut Lachenmann en Magnus Lindberg. Hij maakte zijn operadebuut bij de English National Opera (ENO) in 2008 met Olga Neuwirth's Lost Highway. Hij keerde terug naar ENO voor producties van John Adams' The Death of Klinghoffer (in een regie van Tom Morris) en La Fura dels Baus' productie van Ligeti's Le Grand Macabre, een werk dat hij ook dirigeerde in het Teatro Colón, Argentinië, en in de Komische Oper Berlin in de revival van Barrie Kosky in 2013. In het Argentijnse Teatro Colón dirigeerde hij ook Arnold Schönbergs Erwartung, Karol Szymanowski's Hagith en Helmut Lachenmanns The Little Match Girl.
Brönniman maakte al een hele reeks opnames, onder meer van werken van Pascal Dusapin, met het Orquestra Sinfónica do Porto Casa da Música en het Remix Ensemble, en een album van György Ligeti-concerten en zijn Melodien, met het BIT20 Ensemble.